# Fosse no 3 - 3 bis - 3 ter des mines de Marles
La fosse no 3 - 3 bis - 3 ter dite Saint-Firmin et Saint-Abel ou de la Direction de la Compagnie des mines de Marles est un ancien charbonnage du Bassin minier du Nord-Pas-de-Calais, situé à Auchel. La fosse no 3 est commencée en 1863, et les travaux de son puits sont terminés en 1865. La fosse est mise en production l'année suivante, lorsque le puits de la fosse no 2 s'est effondré. La fosse no 3 a permis à la Compagnie de Marles de perdurer. Très vite, la production de la fosse no 3 dépasse les espérances. Un puits no 3 bis, ou Saint-Abel, est commencé en février ou en avril 1875. Parallèlement, des cités sont édifiées, ainsi que des terrils. Le puits no 3 ter est commencé en 1922.
La Compagnie des mines de Marles est nationalisée en 1946, et intègre le Groupe d'Auchel. L'extraction est assurée par les puits nos 3 et 3 ter, alors que le puits no 3 bis est affecté à l'aérage. Les puits d'extraction sont approfondis en 1961. Après avoir été concentrée sur la fosse no 2 bis - 2 ter en 1962, la fosse no 3 - 3 bis - 3 ter cesse d'extraire. Les puits nos 3, 3 bis et 3 ter sont respectivement remblayés en 1963, 1966 et 1965. Le chevalement du puits no 3 ter a après la fermeture de la fosse été remonté sur le puits no 8 de la fosse no 8 - 8 bis des mines de Dourges à Évin-Malmaison.
Au début du XXIe siècle, Charbonnages de France matérialise les têtes des puits nos 3, 3 bis et 3 ter. Une partie des cités a été détruite, l'autre a été rénovée. Les terrils nos 13 et 23, à l'origine coniques, sont exploités, le terril no 8 est un cavalier minier.

## La fosse
Alors que la Compagnie de Marles extrait depuis 1858 à la fosse no 2, elle décide d'ouvrir un nouveau puits à Auchel, à 2 070 mètres à l'ouest-nord-ouest de la fosse no 2.

### Fonçage
Un troisième puits, dit Saint-Firmin ou no 3, a été ouvert à Auchel, en 1862 ou 1863,. Il est baptisé en l'honneur de Firmin Rainbeaux, fils de feu Émile Rainbeaux. La fosse est également nommée fosse de la Direction. La fosse no 3 est entreprise à 1 100 mètres du clocher du village et à une centaine de mètres du chemin de grande communication du Réveillon à Cauchy-à-la-Tour. L'orifice du puits est à l'altitude de 84 mètres. Le passage du niveau a été facile, et il a atteint promptement le terrain houiller. Mais à 225 mètres, il a rencontré un banc de grès qui fournit un volume d'eau assez considérable pour qu'on soit obligé de suspendre l'approfondissement avec de simples tonneaux. La venue d'eau s'élève à 3 000 hectolitres par 24 heures. On monte les guides, et à l'aide des cages on parvient à épuiser les eaux. Le terrain houiller est atteint à la profondeur de 128 mètres. Le puits est cuvelé en bois de 30,40 mètres jusqu'à 124,90 mètres de profondeur. le puits est profond de 271 mètres. Son diamètre utile est de quatre mètres.
En 1865, on peut mettre le puits en extraction. Cependant, on décide l'établissement d'une machine d'épuisement, qui commence à fonctionner fin 1867.

### Exploitation
L'écroulement du puits no 2 vient de se produire fin avril 1866. Heureusement, les travaux du puits no 3 sont suffisamment préparés pour recevoir le personnel et mettre en pleine exploitation ce dernier puits dont les produits remplacent ceux du premier. La production de la Compagnie de Marles, malgré le désastre qu'elle vient d'éprouver, dépasse en 1866 de 30 % celle de l'année précédente, et les années suivantes, grâce aux grandes demandes de houille, elle atteint des chiffres inespérés, et bien supérieurs à ceux fournis par le puits no 2.
Le découragement qu'a causé la catastrophe de 1866, fait bientôt place à la confiance que justifient les magnifiques résultats de ce même exercice. Il a été distribué aux actionnaires l'intérêt de 5 % des fonds dépensés, et le surplus, formant une somme de près de 300 000 francs, a été consacré à l'ouverture d'un quatrième puits qui a été commencé en juin 1867. Le puits de la fosse no 3 est très productif, puisqu'on y a extrait 141 133 tonnes en 1872 et 162 153 tonnes en 1873.
Le puits no 3 dit Saint-Abel est ajouté en 1875, en février ou en avril, à 37 mètres au nord-est du puits no 3. Le niveau a été passé sans l'aide de pompes. Le puits Saint-Abel est cuvelé en bois de 29.60 à 119 mètres, son diamètre utile est de quatre mètres, et sa profondeur de 319 mètres. Les accrochages sont établis à 219, 260 et 308 mètres de profondeur. Les accrochages du puits no 3 sont établis à 219, 260 et 308 mètres de profondeur.
Le puits no 3 ter est commencé en 1922, à 65 mètres au sud du puits no 3. En 1922, le puits no 3 ter en fonçage est poussé jusque trente mètres. Il l'est jusque 162 mètres en 1923, 317 mètres en 1924 et 370 mètres en 1925. En 1928, le puits approfondi au-dessous de 355 mètres prolongé de 27 mètres. Il en cours d'approfondissement en 1929, et en 1931, il est approfondi à 559 mètres entre accrochage 28 mètres. Le guidage est posé en 1933 de 308 à 425 mètres. En 1935, le puits no 3 ter est approfondi de 558 à 600 mètres et doté d'un revêtement en maçonnerie. En 1936, il est approfondi de 600 à 680 mètres, et la longueur revêtue de 80,50 mètres l'est en briques de schistes. Un guidage en bois est posé entre les étages de 425 et 522 mètres.
La Compagnie des mines de Marles est nationalisée en 1946, et intègre le Groupe d'Auchel. Le puits no 3 ter est fini, et équipé d'un nouveau chevalement. En 1955, les puits nos 3 et 3 ter servent à l'extraction, alors que le puits no 3 bis est affecté à l'aérage. En 1961, les puits nos 3 et 3 ter sont respectivement approfondis et accrochés à 522 et 650 mètres. Après avoir été concentrée sur la fosse no 2 bis - 2 ter en 1962, la fosse no 3 - 3 bis - 3 ter cesse d'extraire. Le puits no 3, profond de 544 mètres, est remblayé en 1963, le puits no 3 ter assure le service de la concentration jusqu'en 1965, date à laquelle ses 680 mètres sont remblayés, et le puits no 3 bis, profond de 675 mètres, est remblayé en 1966. Le chevalement du puits no 3 ter a été démonté en 1968 et a été remonté à la fosse no 8 - 8 bis des mines de Dourges à Évin-Malmaison, une des fosses de la concentration du 10 du Groupe d'Oignies.

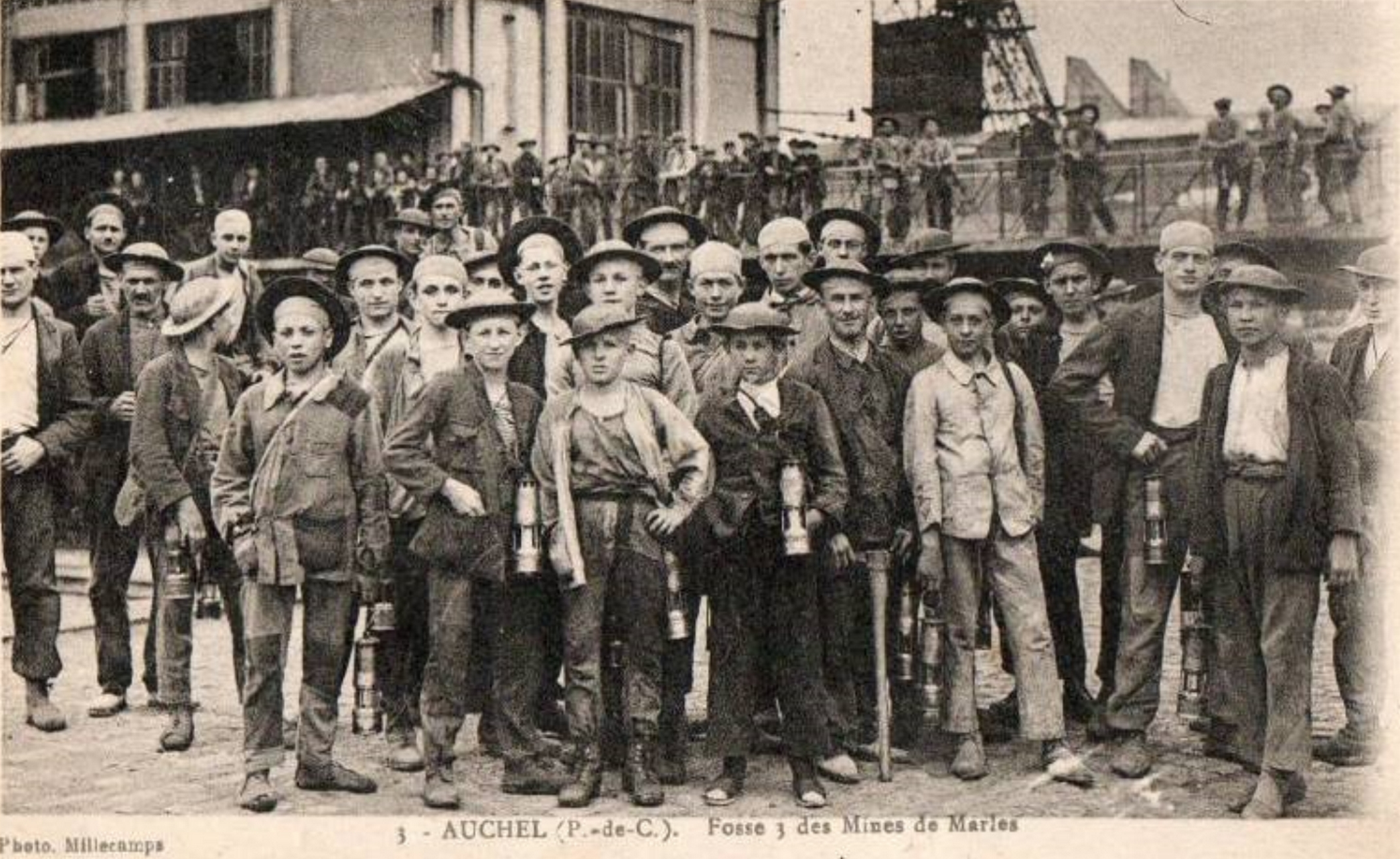
Des enfants au travail.
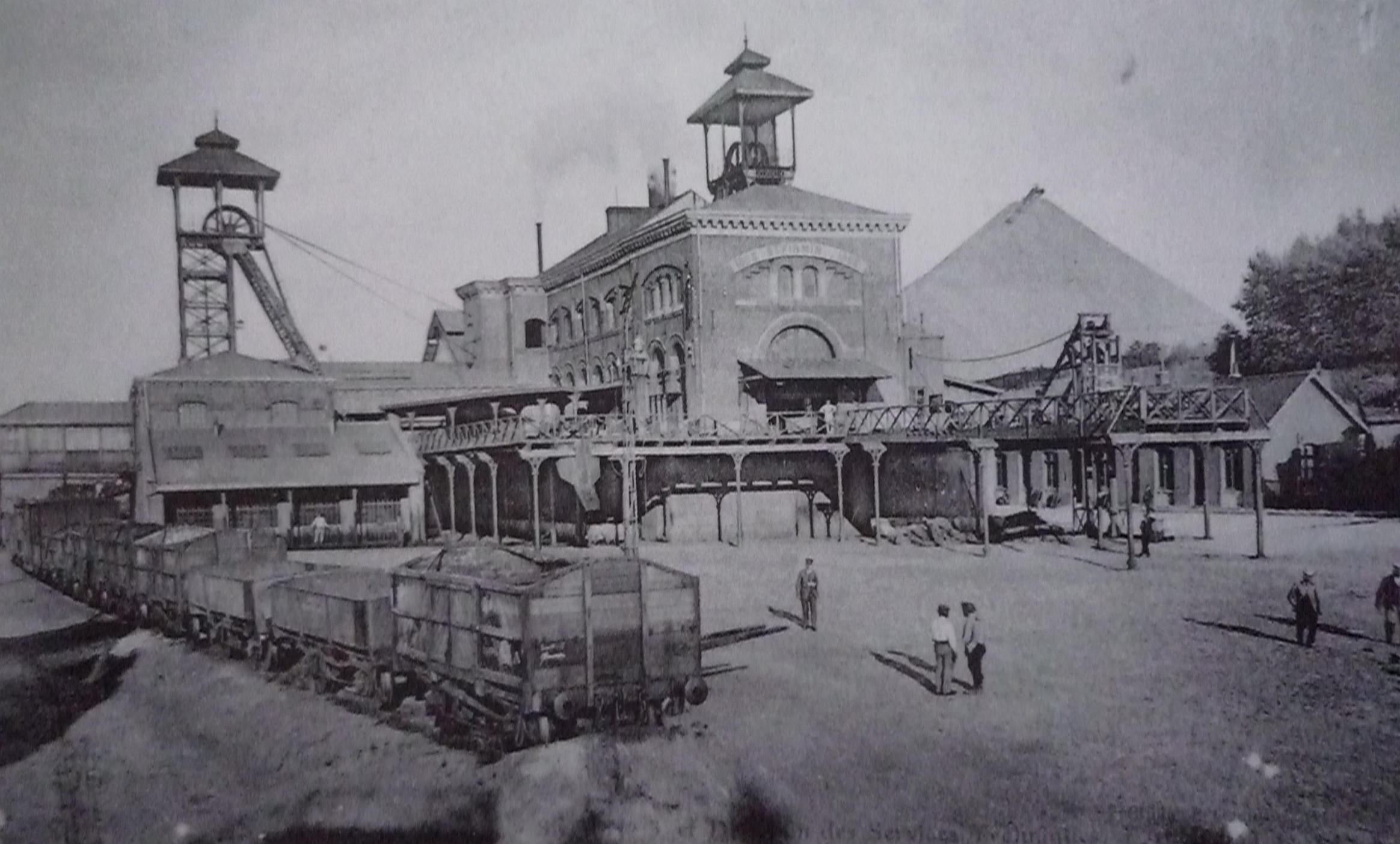
La fosse no 3 - 3 bis vers 1900, en arrière-plan, le terril no 23.
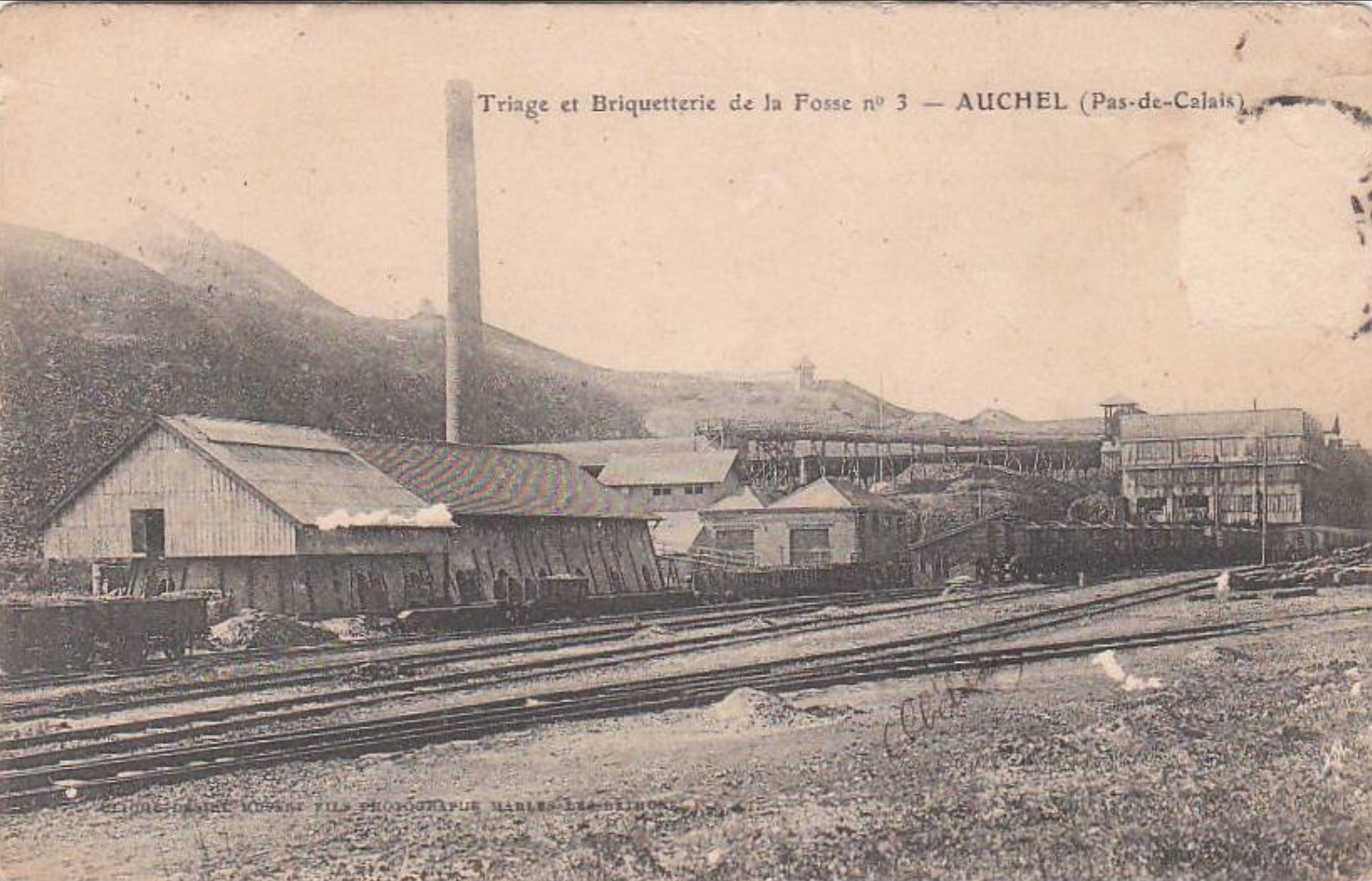
Le triage et la briqueterie de la fosse.
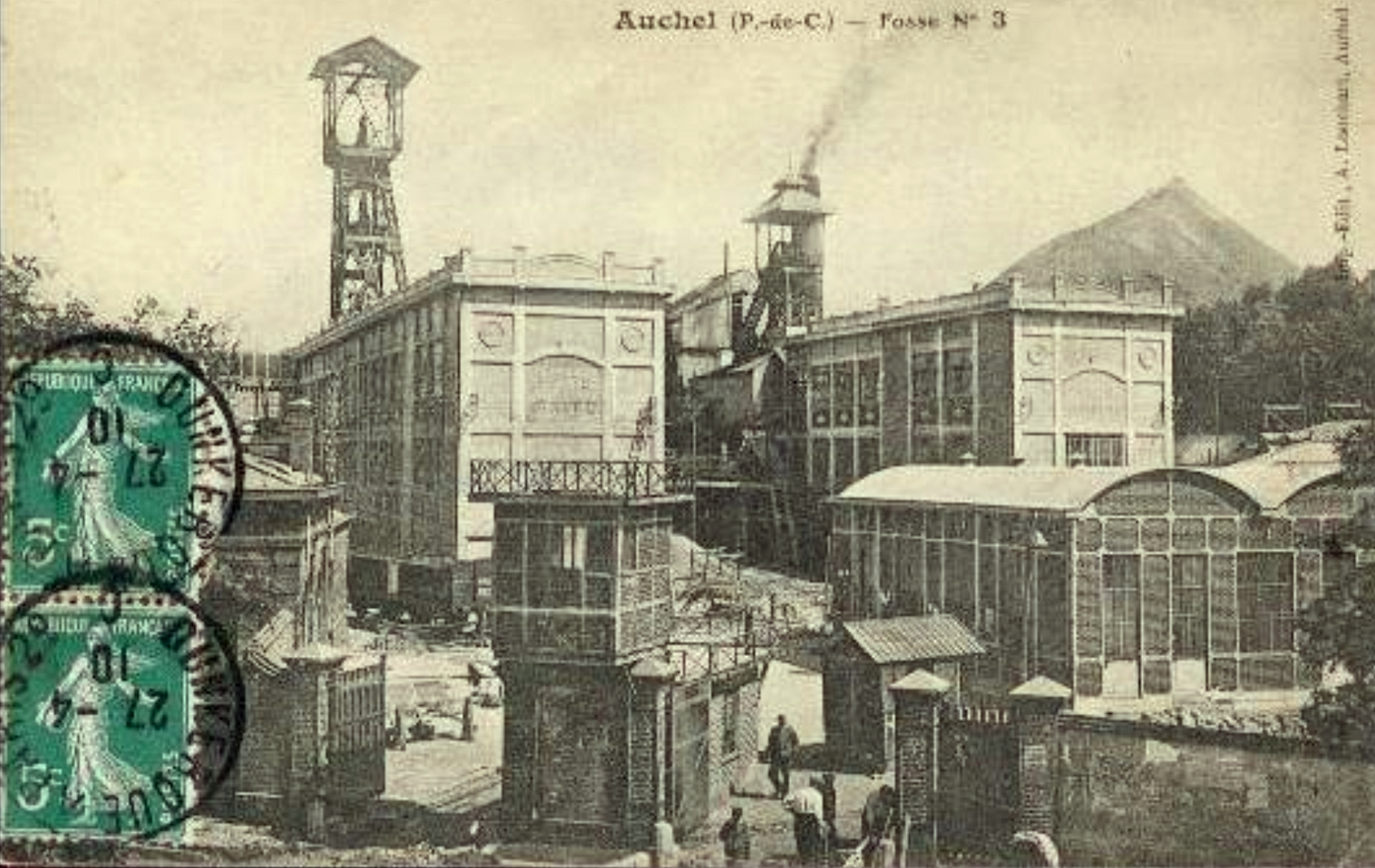
La fosse no 3 - 3 bis vers 1910.
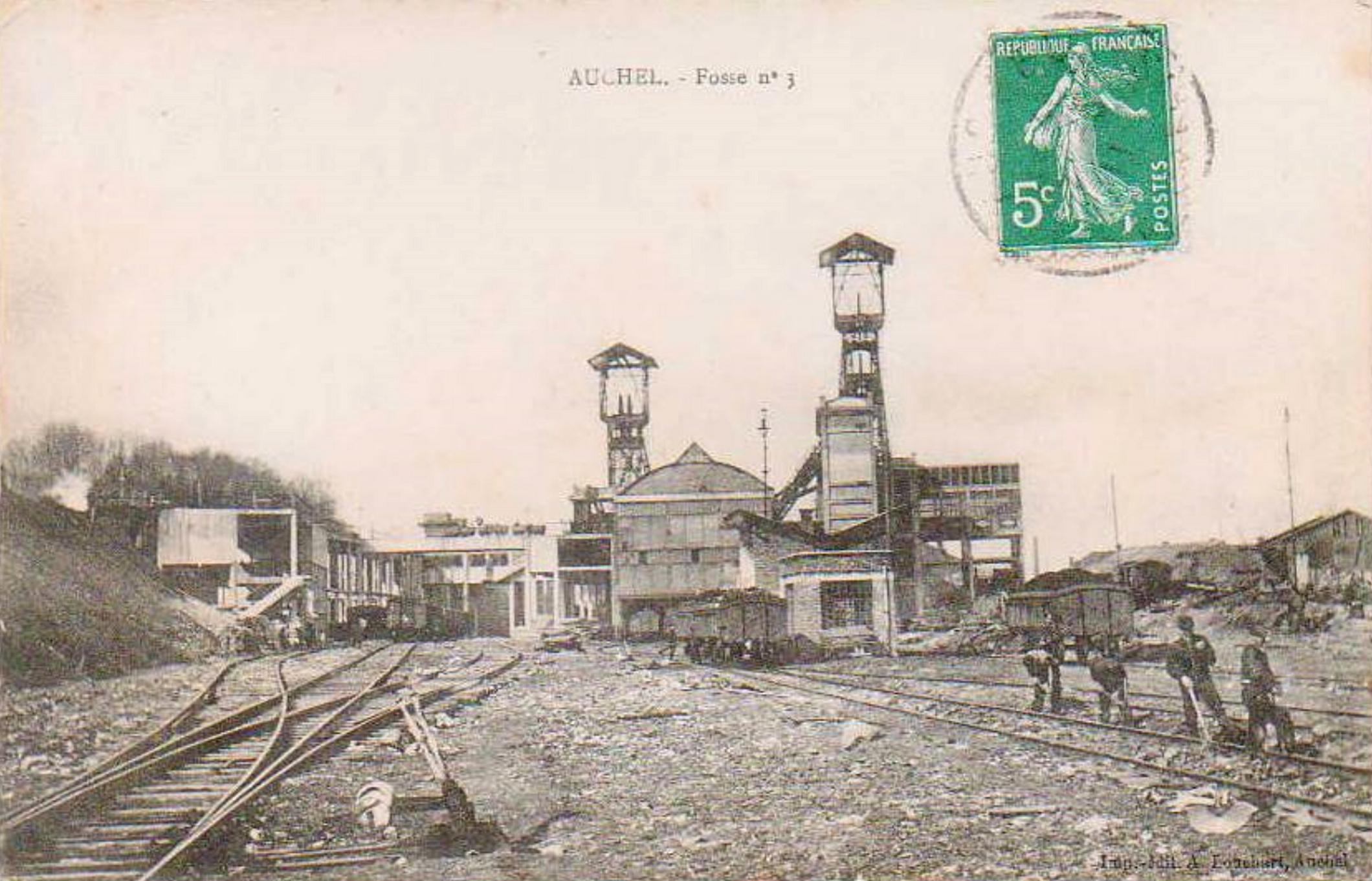
La fosse no 3 - 3 bis.
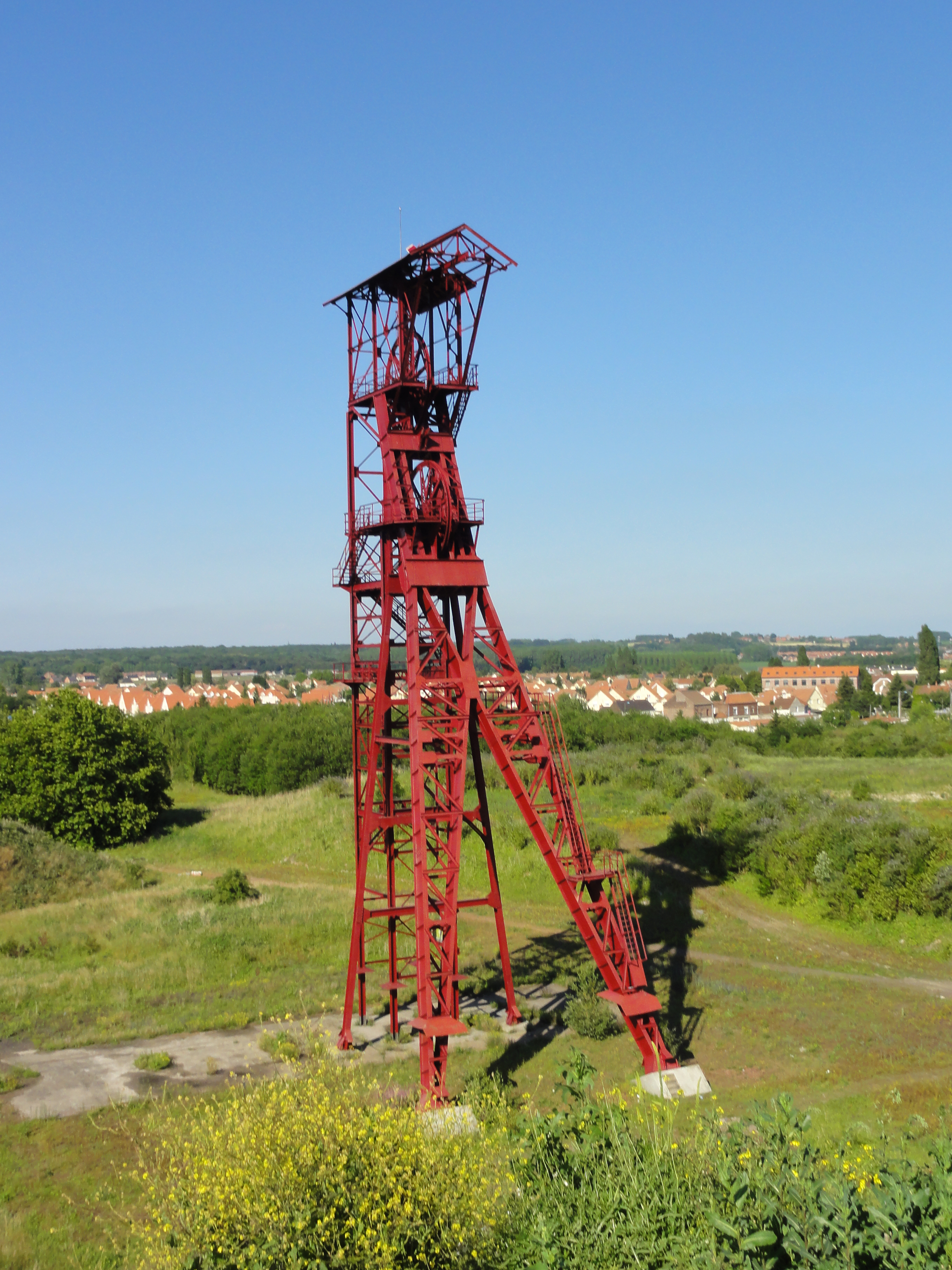
Le chevalement du puits no 3 ter sur le puits no 8 de la fosse no 8 - 8 bis des mines de Dourges.

### Reconversion
Au début du XXIe siècle, Charbonnages de France matérialise les têtes des puits nos 3, 3 bis et 3 ter. Le BRGM y effectue des inspections chaque année. Seuls deux bâtiments du puits no 3 ter existent encore, des bureaux et des ateliers apparemment. Il subsiste également le chevalement du puits no 3 ter qui avait après la fermeture de la fosse été remonté sur le puits no 8 de la fosse no 8 - 8 bis des mines de Dourges à Évin-Malmaison.

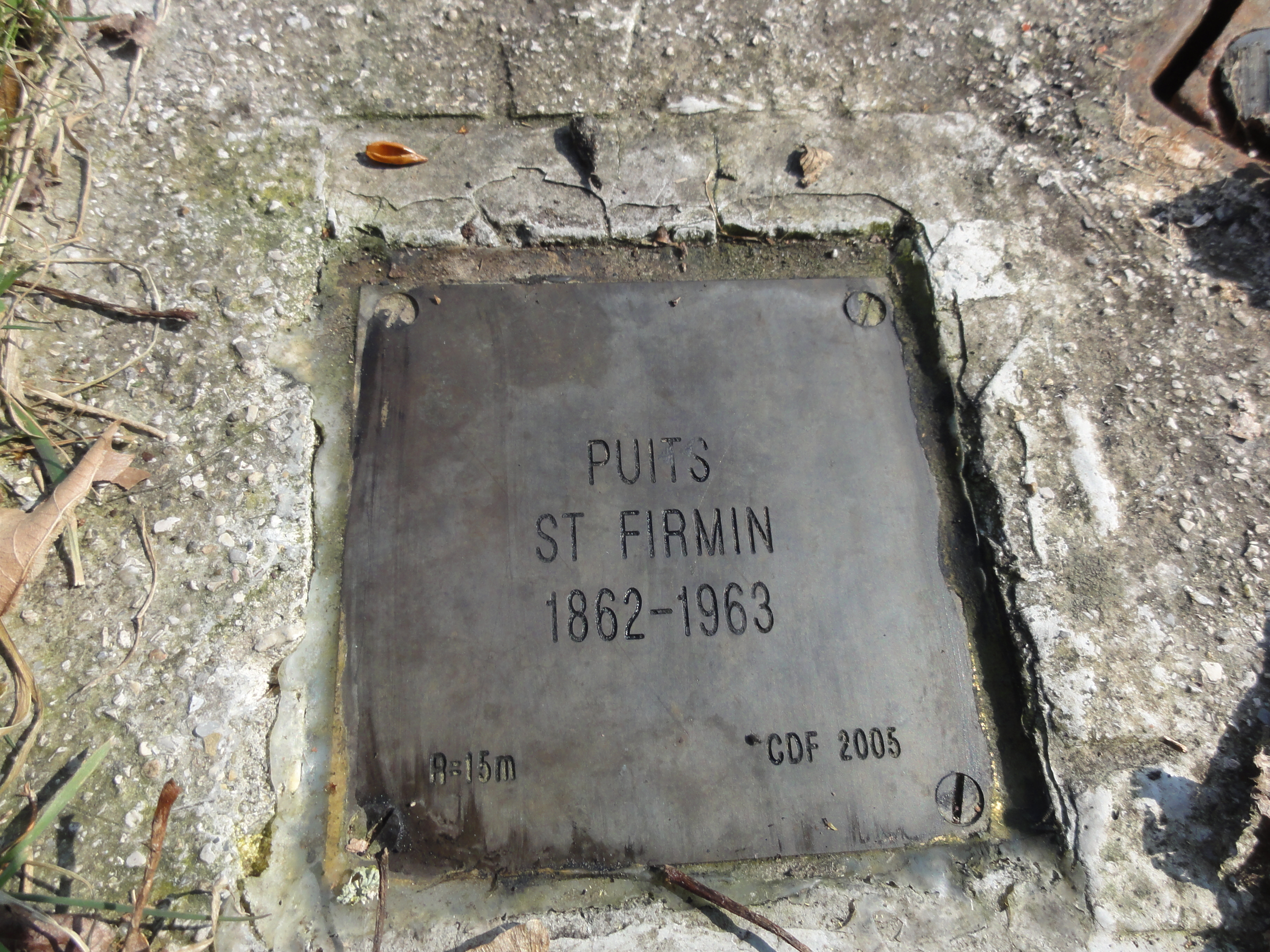
Puits Saint-Firmin, 1862-1963.
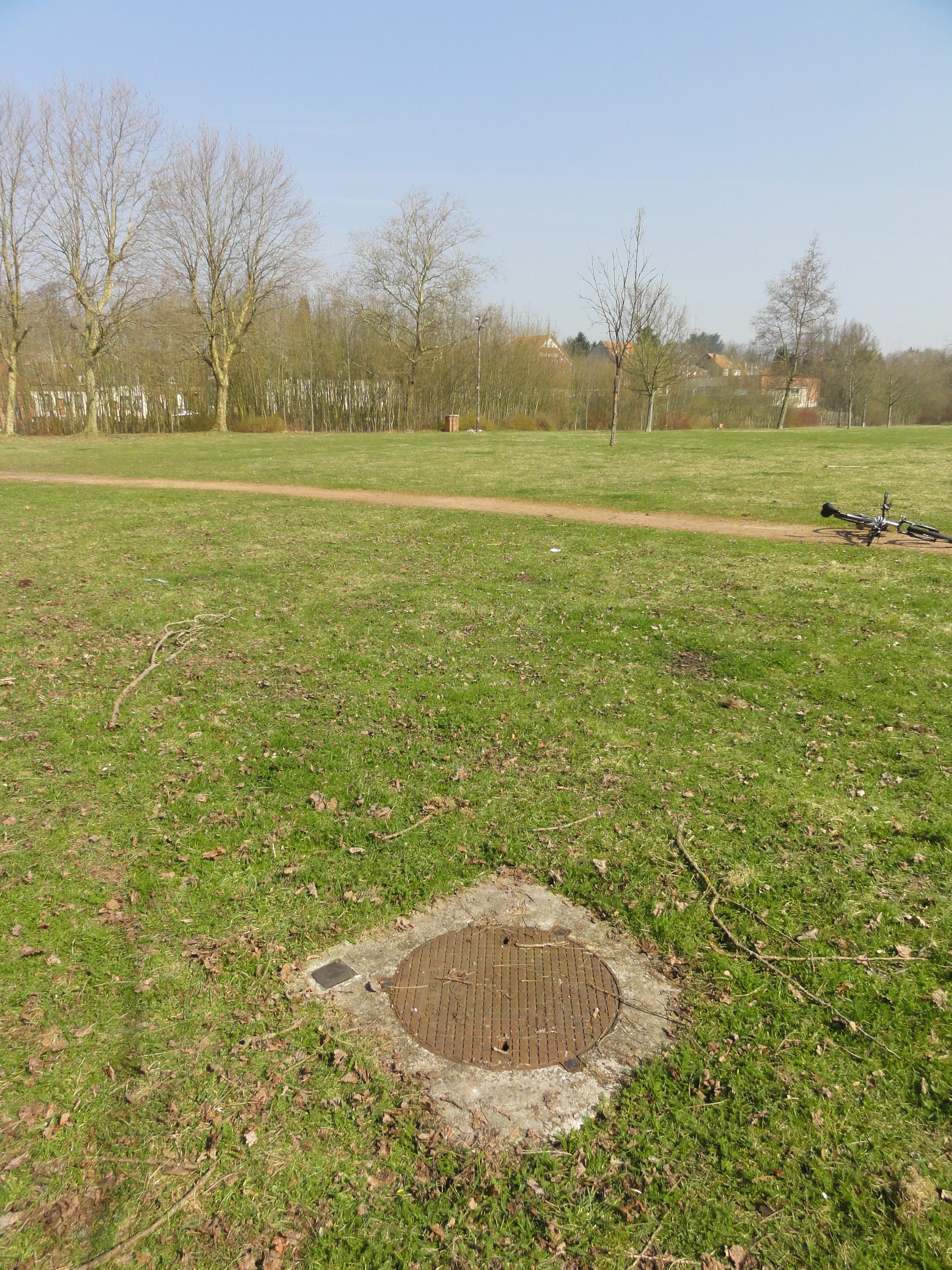
Le puits no 3 dans son environnement.
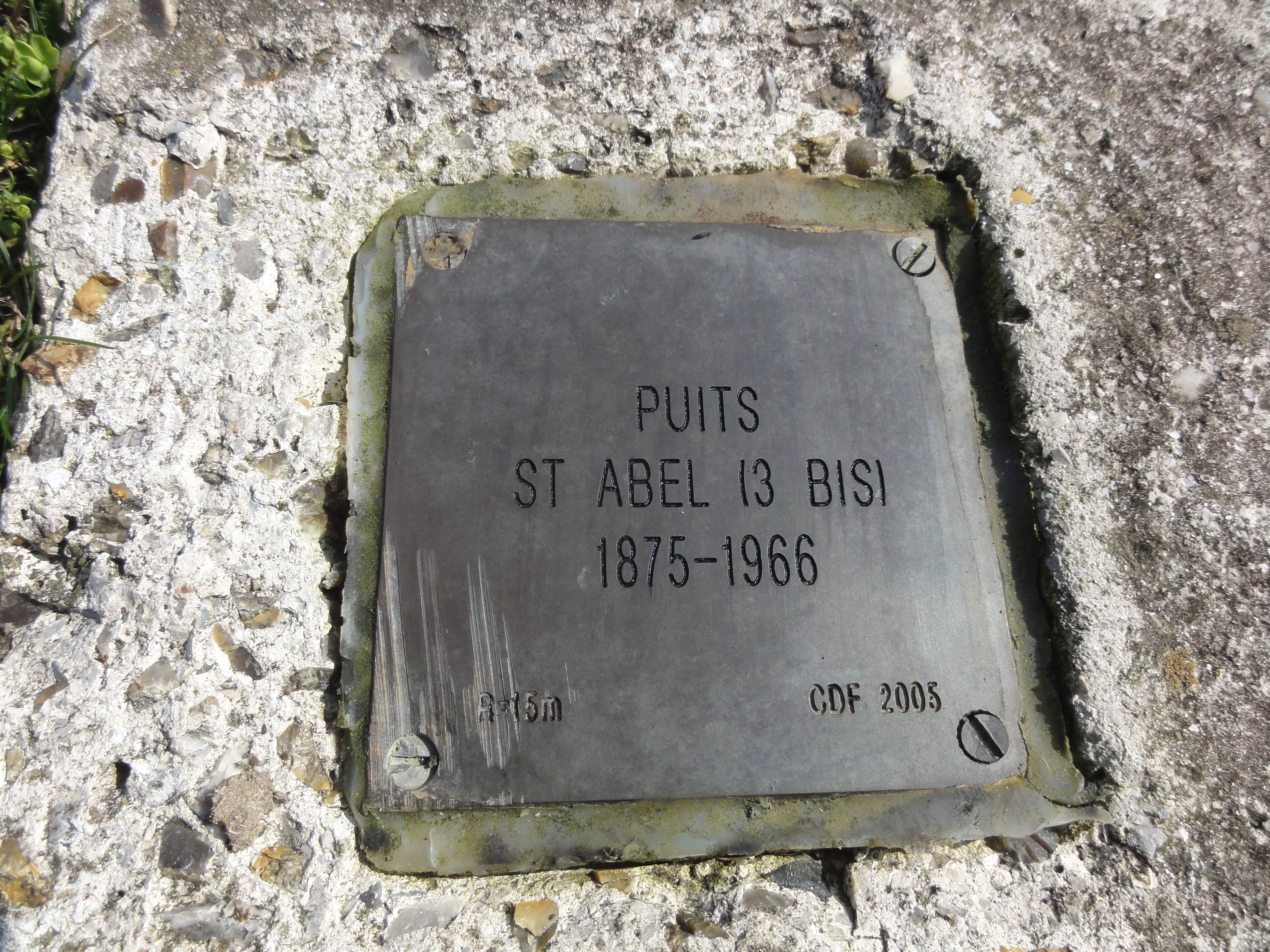
Puits Saint-Abel (3 bis), 1875-1966.
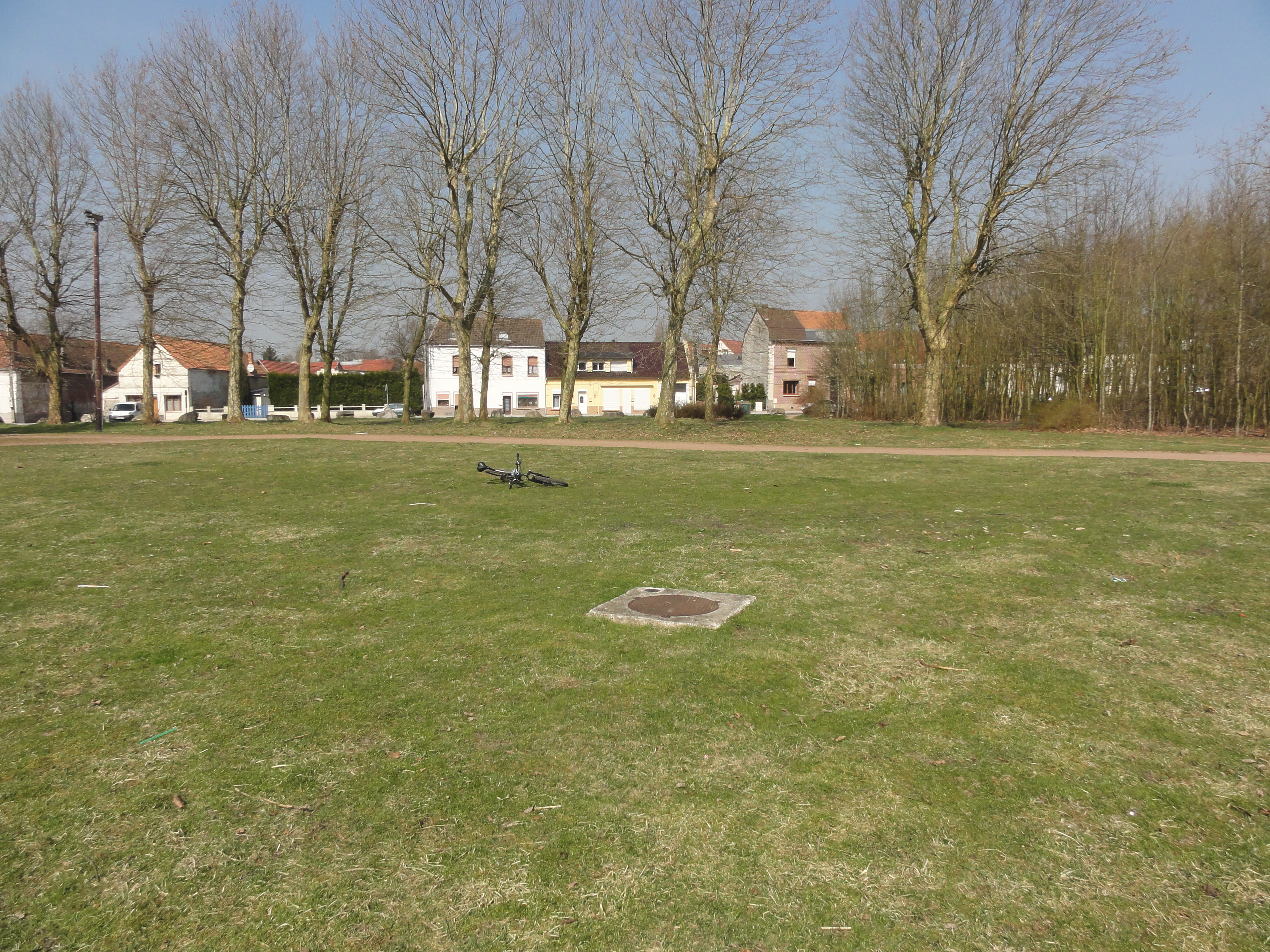
Le puits no 3 bis dans son environnement.
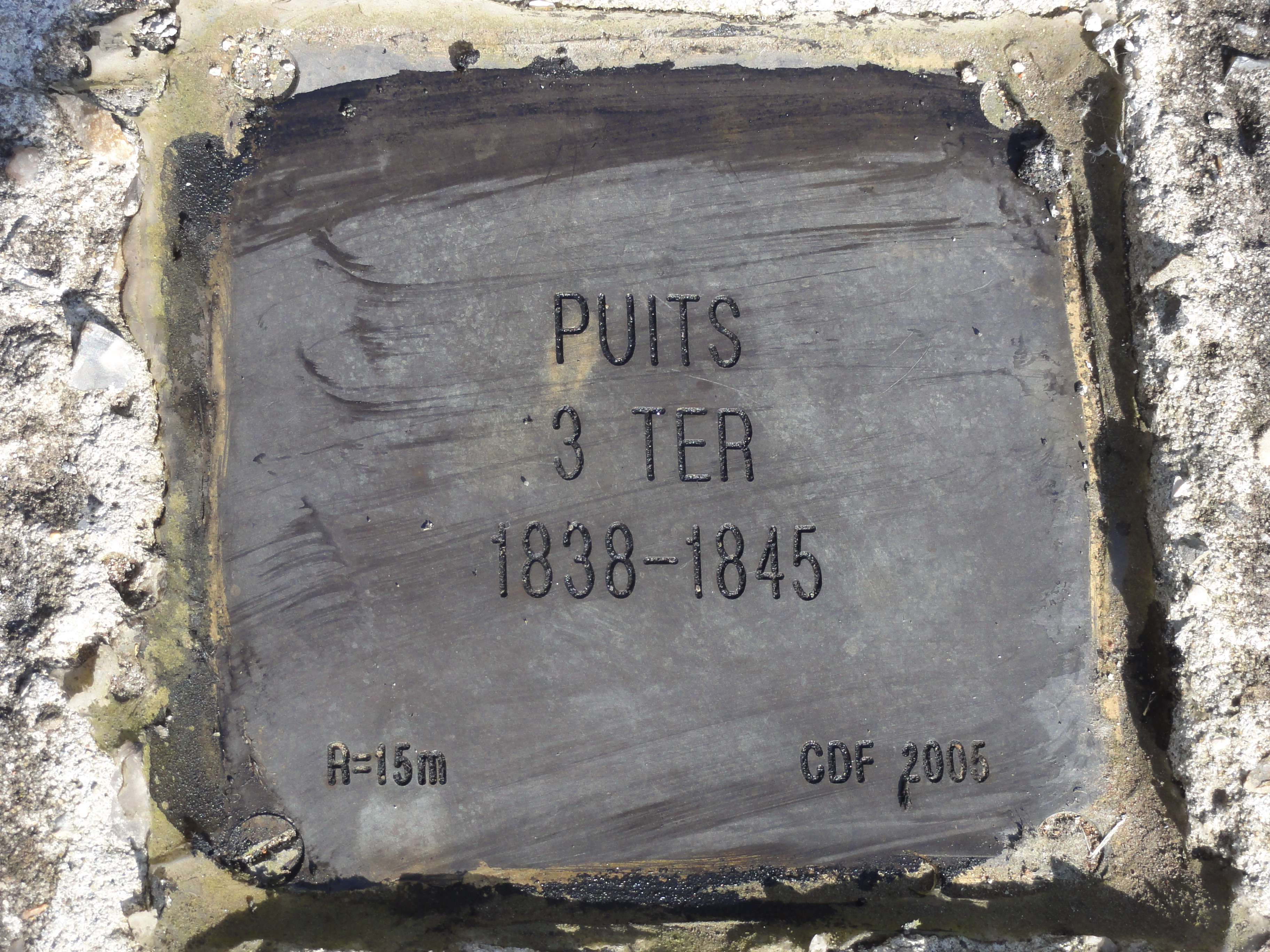
Puits no 3 ter, 1838-1845 (dates erronées).
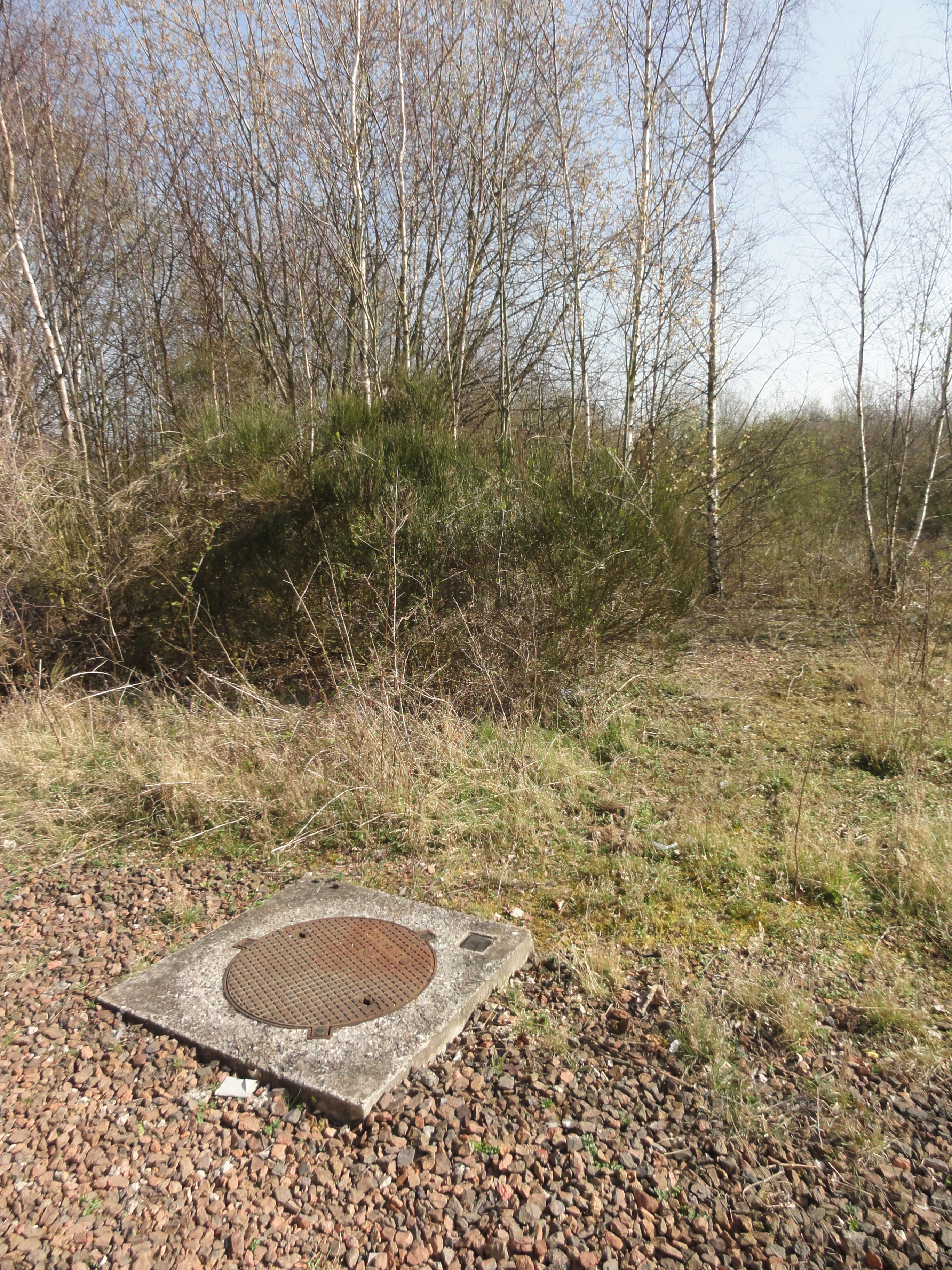
Le puits no 3 ter dans son environnement.

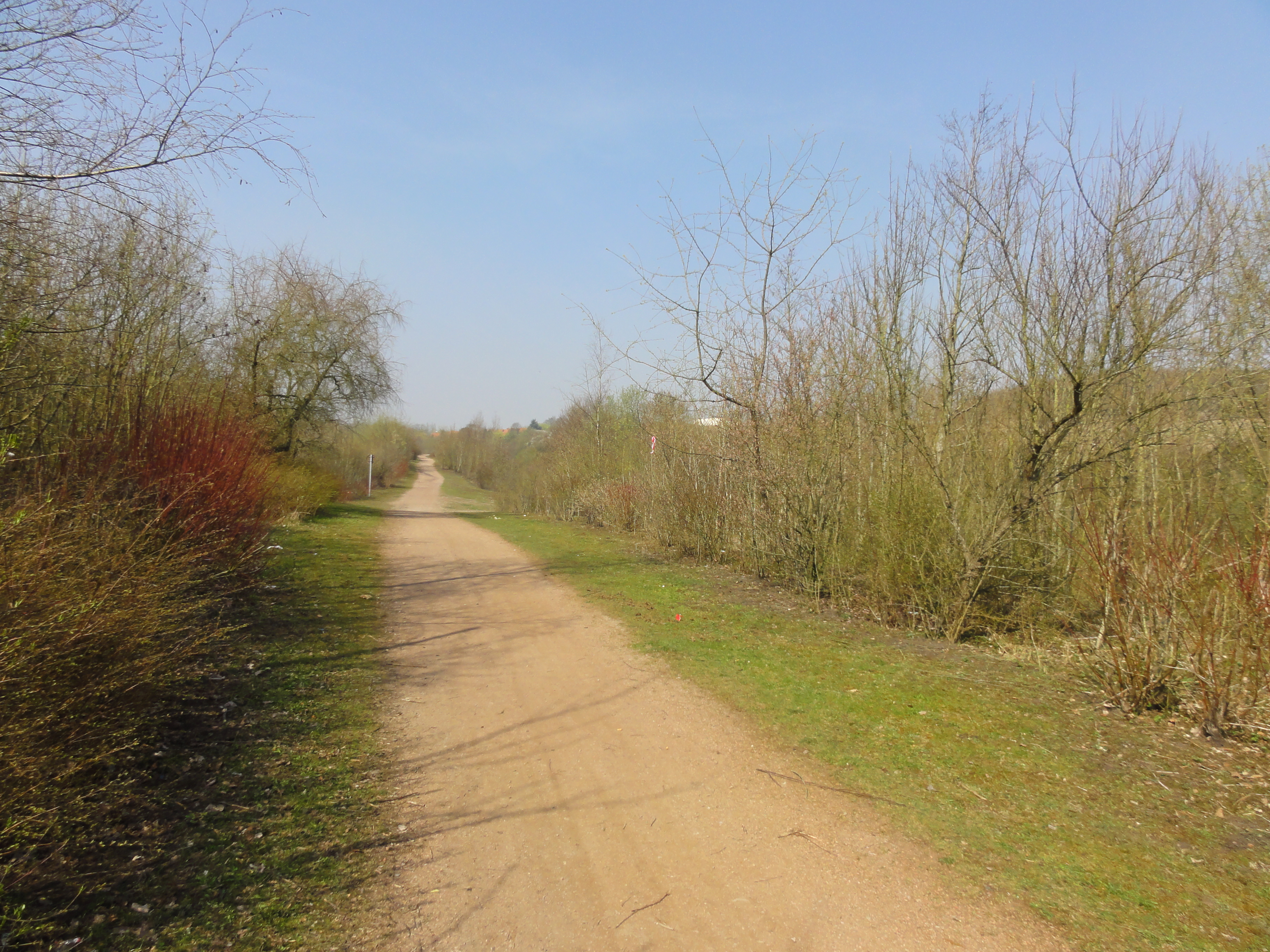
Le terril no 8.

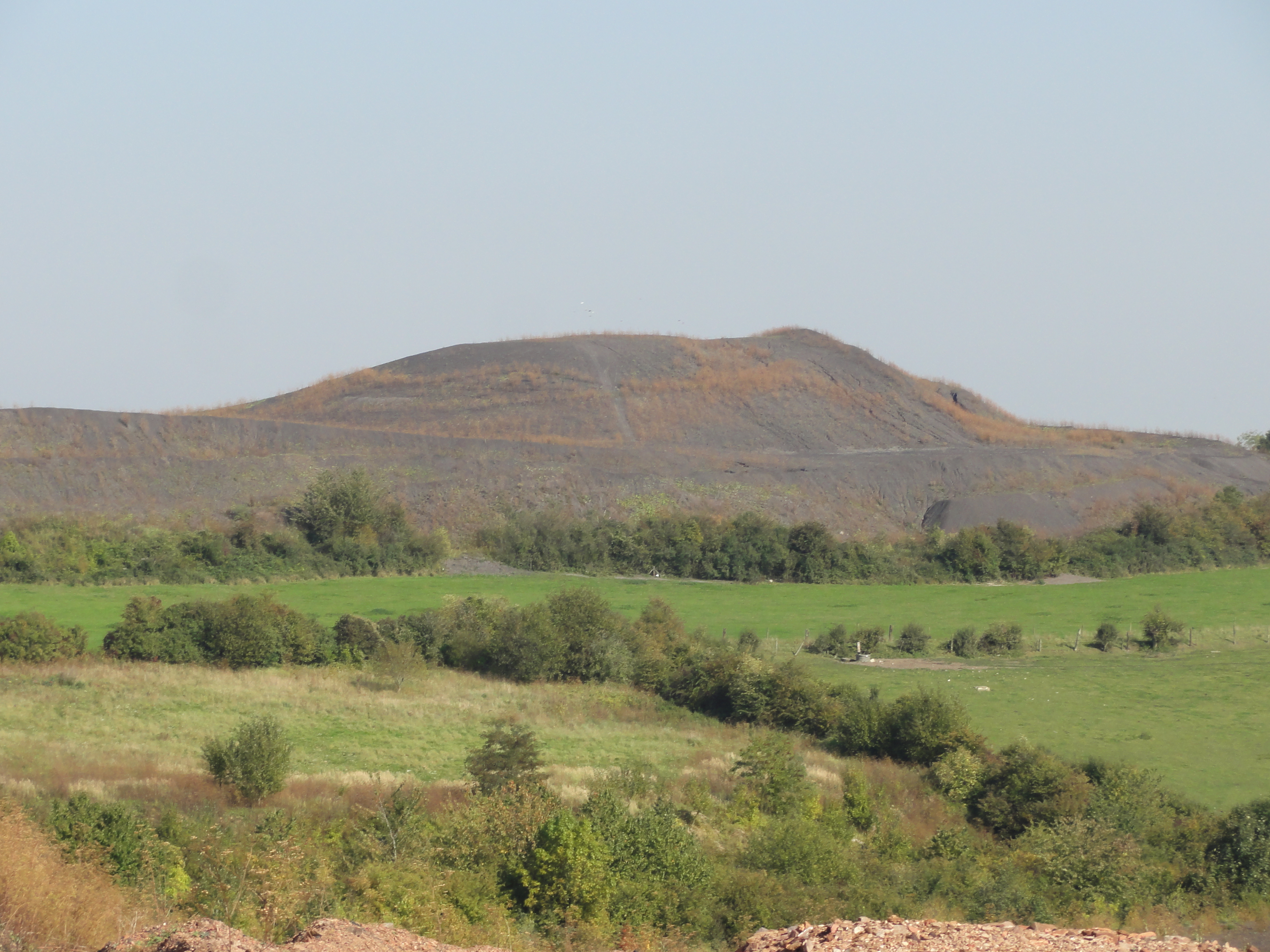
Le terril no 13.

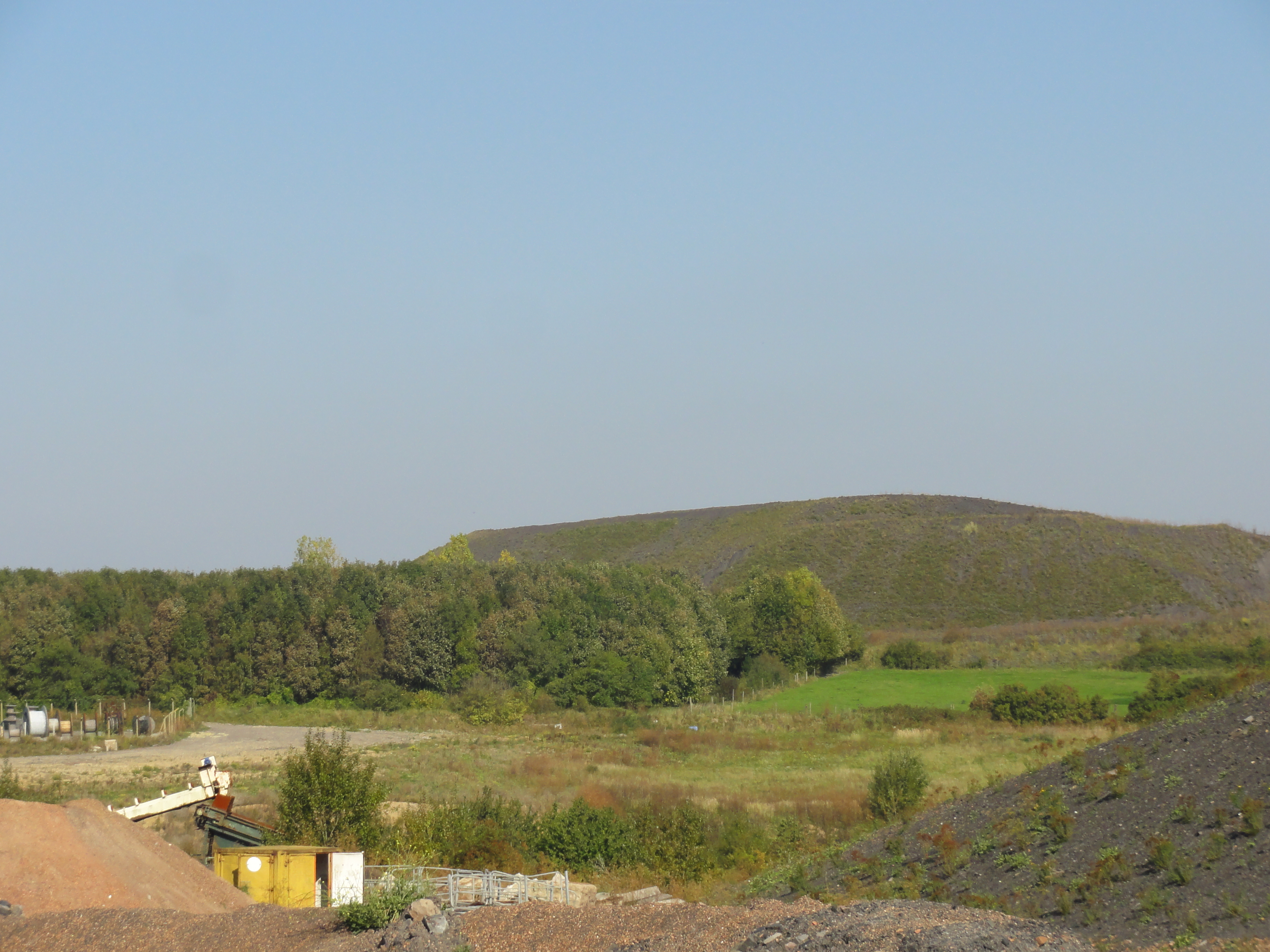
Le terril no 13.

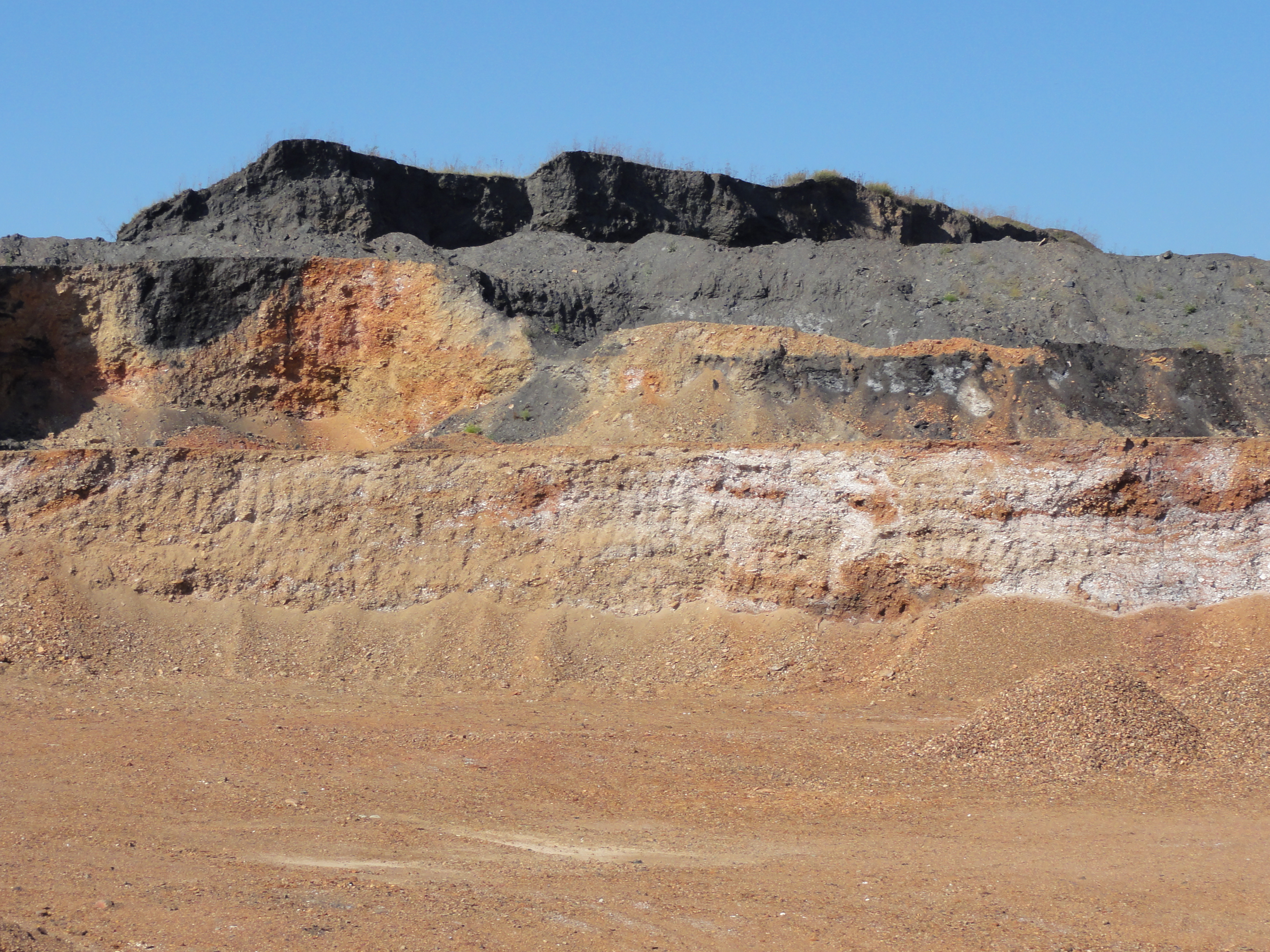
Le terril no 23.

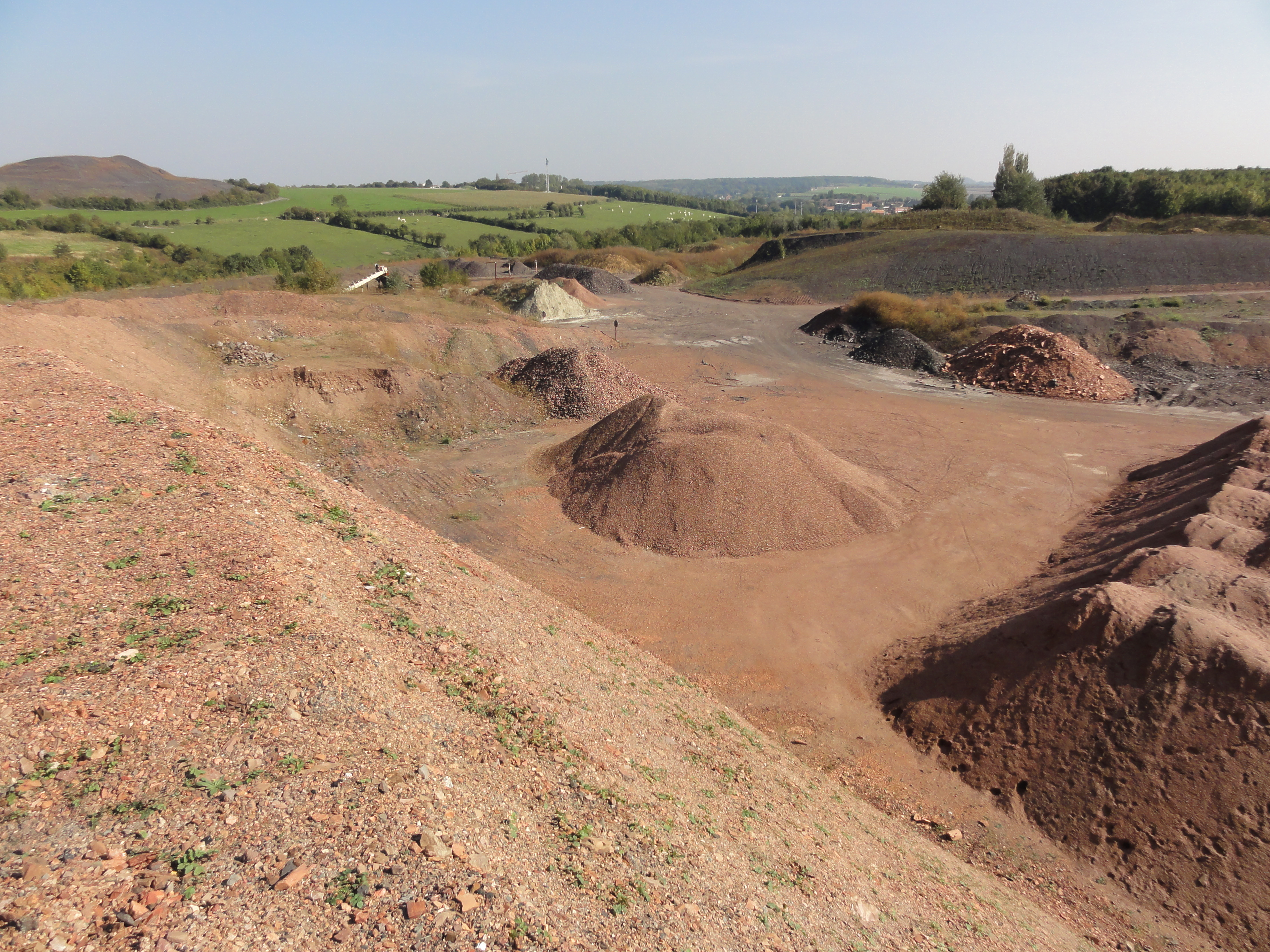
Le terril no 23.

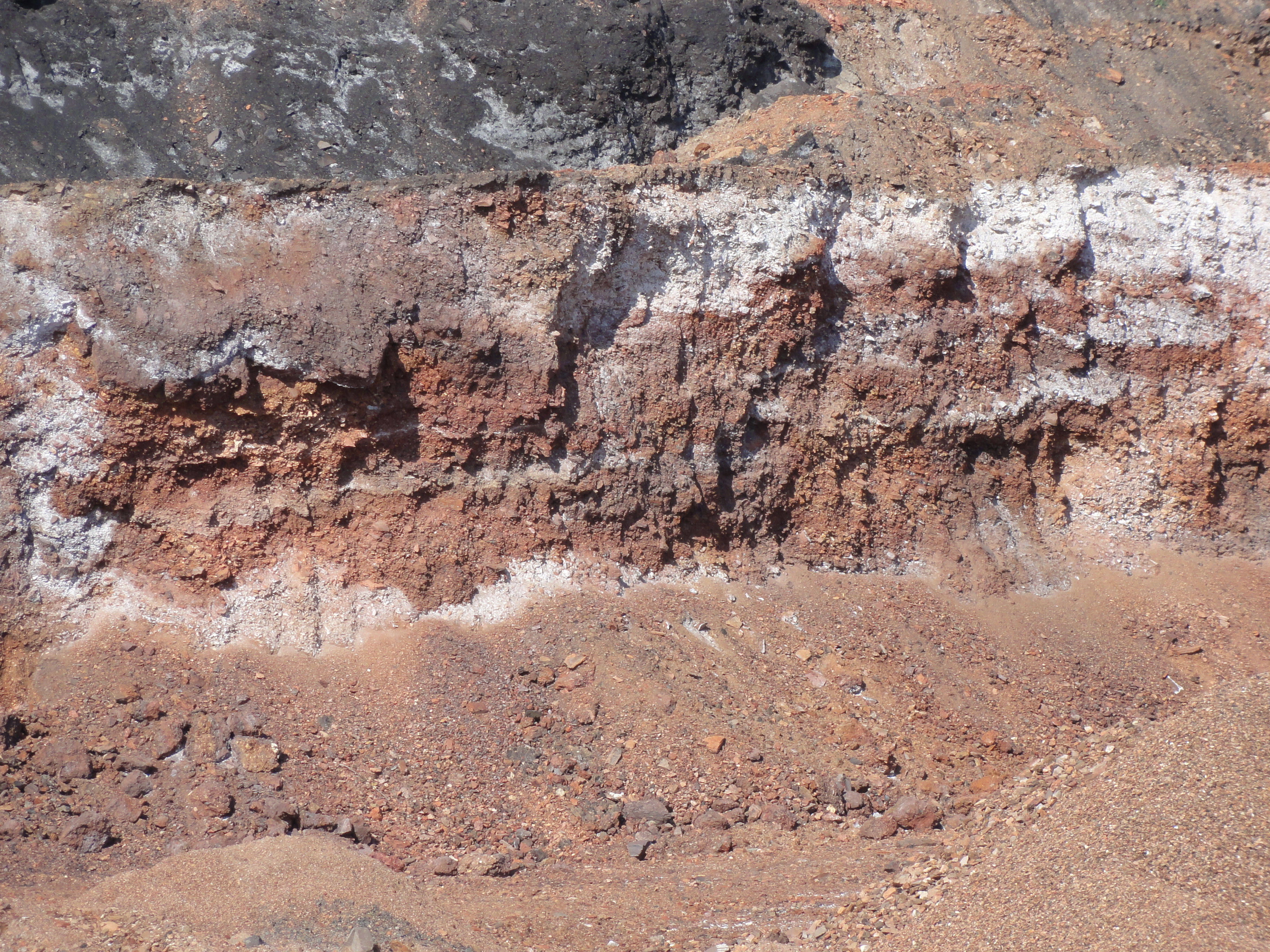
Un front de taille sur le terril no 23.

## Les terrils
L'exploitation de la fosse no 3 - 3 bis - 3 ter a généré trois terrils.

### Terrilno8, 3 ter d'Auchel et mare à boue
50° 30′ 26″ N, 2° 29′ 38″ E
Le terril no 8, 3 ter d'Auchel et mare à boue, situé à Auchel et Marles-les-Mines, est un terril cavalier, haut de treize mètres, attribué au puits no 3 ter des mines de Marles. Il est situé à l'est des terrils nos 14 et 23, et au sud du terril no 13.

### Terrilno13, 3 d'Auchel Est
50° 30′ 43″ N, 2° 29′ 32″ E
Le terril no 13, 3 d'Auchel Est, situé à Lozinghem, a été alimenté par la fosse no 3 - 3 bis - 3 ter. Il s'agissait d'un terril conique haut de 83 mètres qui a été exploité, il n'en reste plus que l'assise.

### Terrilno23, 3 d'Auchel ancien Ouest
50° 30′ 30″ N, 2° 29′ 03″ E
Le terril no 23, 3 d'Auchel ancien Ouest, situé à Auchel, est, avec les terrils nos 8 et 13, un des terrils de la fosse no 3 - 3 bis - 3 ter. Exploité, il n'en subsiste que la base. Il s'agissait d'un terril conique haut de 89 mètres. Le terril étant entré en combustion, il offre des paysages très diversifiés.

## Les cités
De vastes cités ont été établies à proximité de la fosse no 3 - 3 bis - 3 ter. Une grande partie de ces cités est détruite ou en voie de l'être depuis les années 2000.

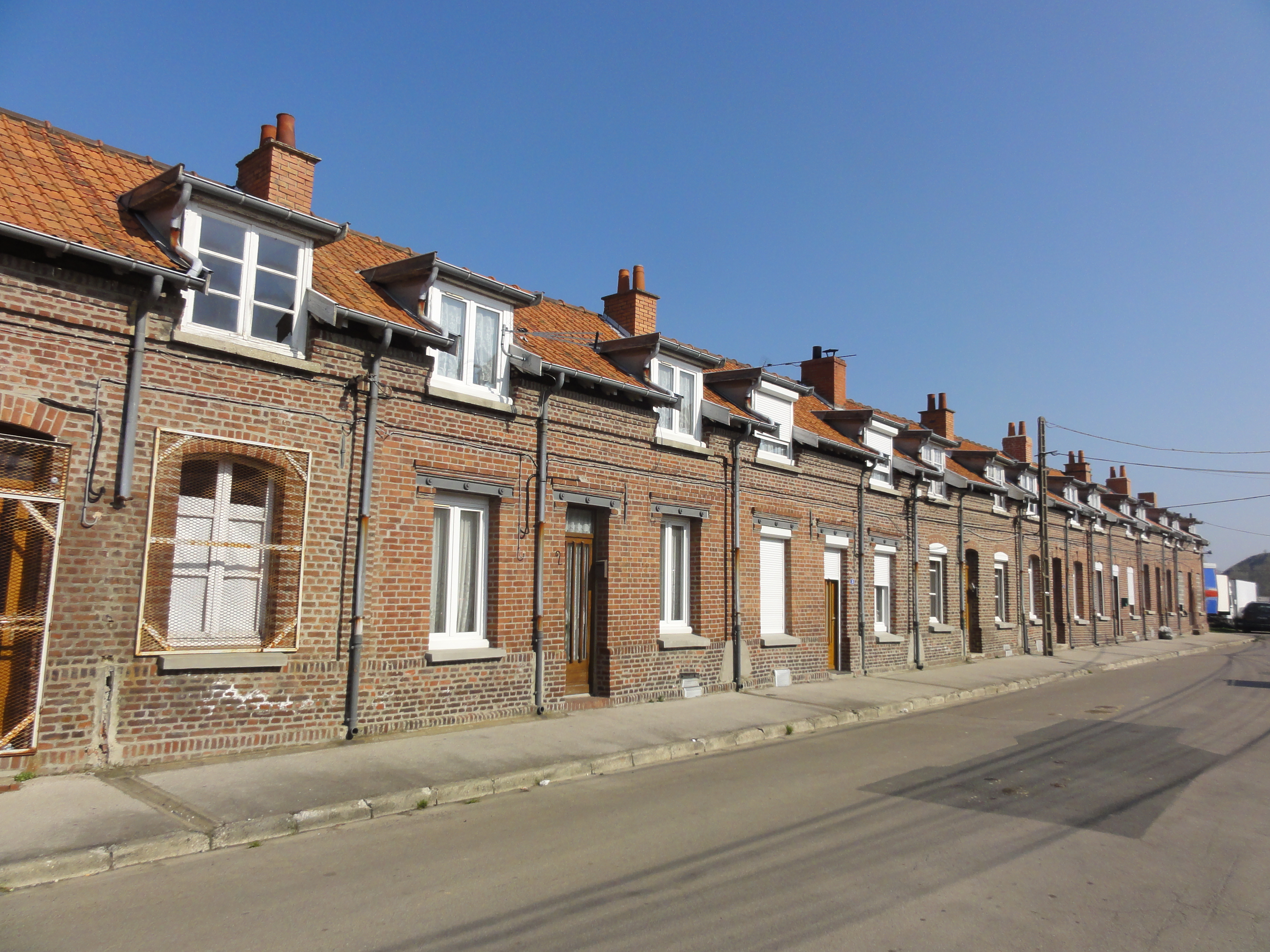
Un coron.
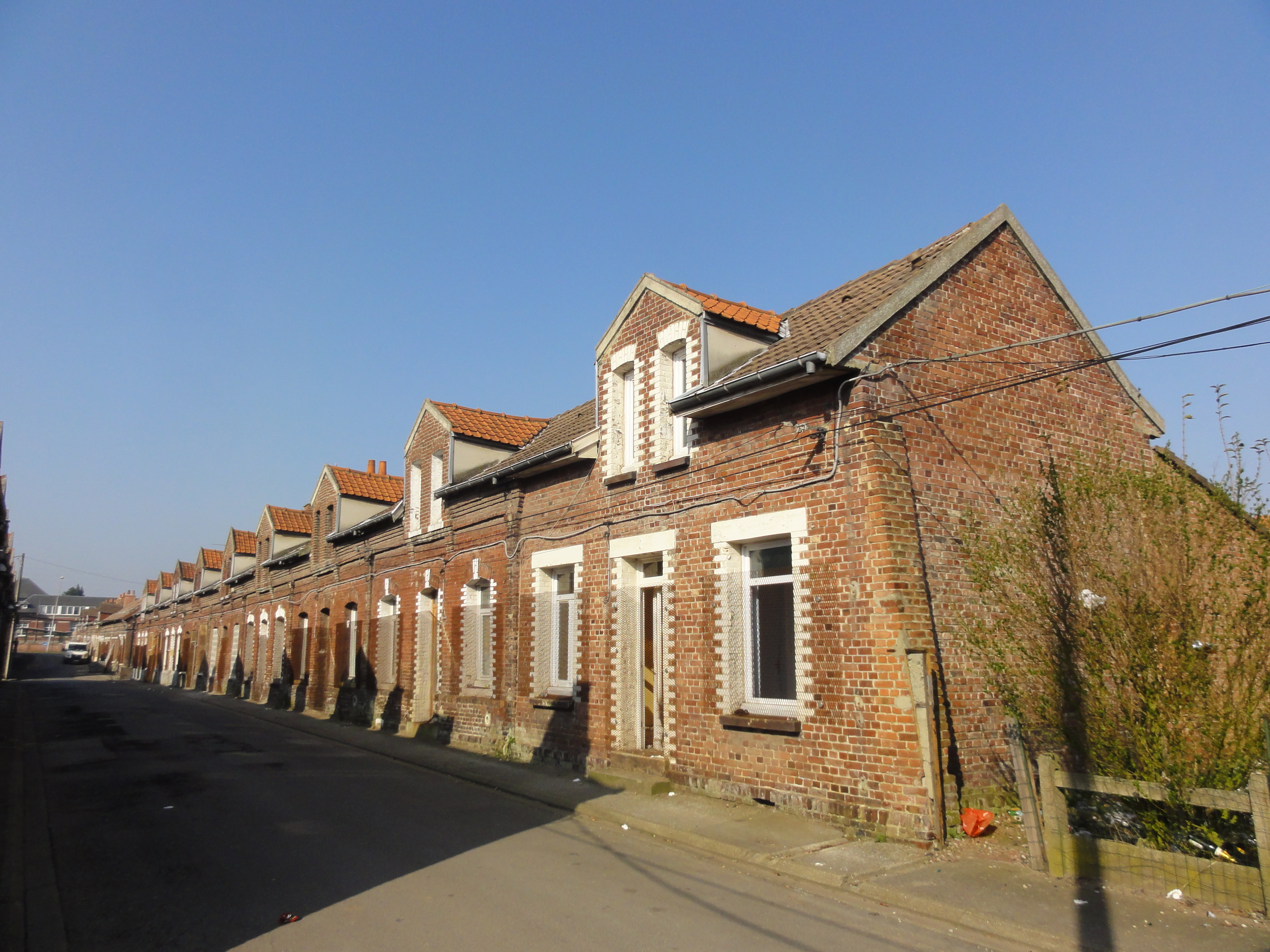
Un coron destiné à être démoli.
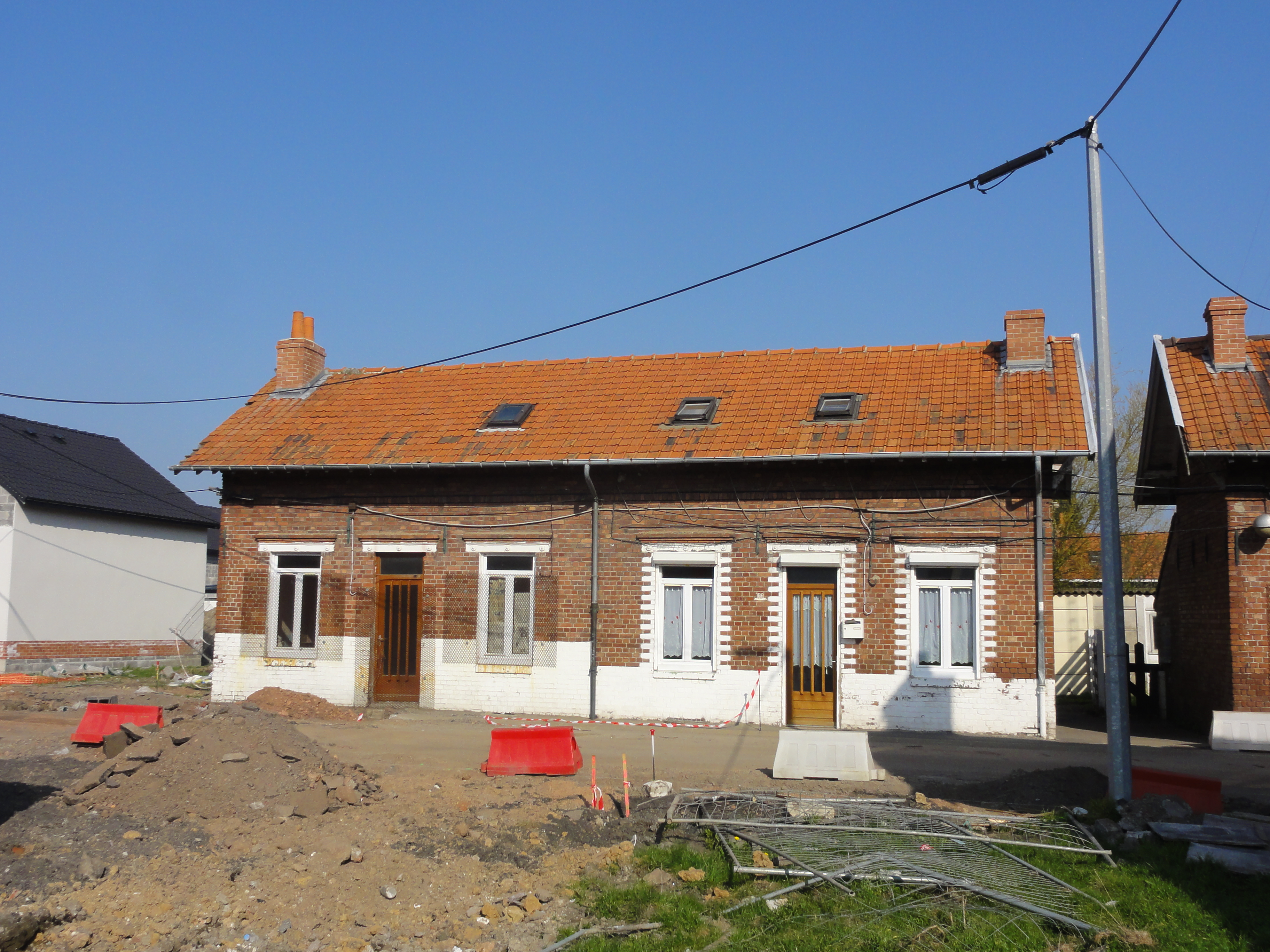
Des habitations groupées par deux.
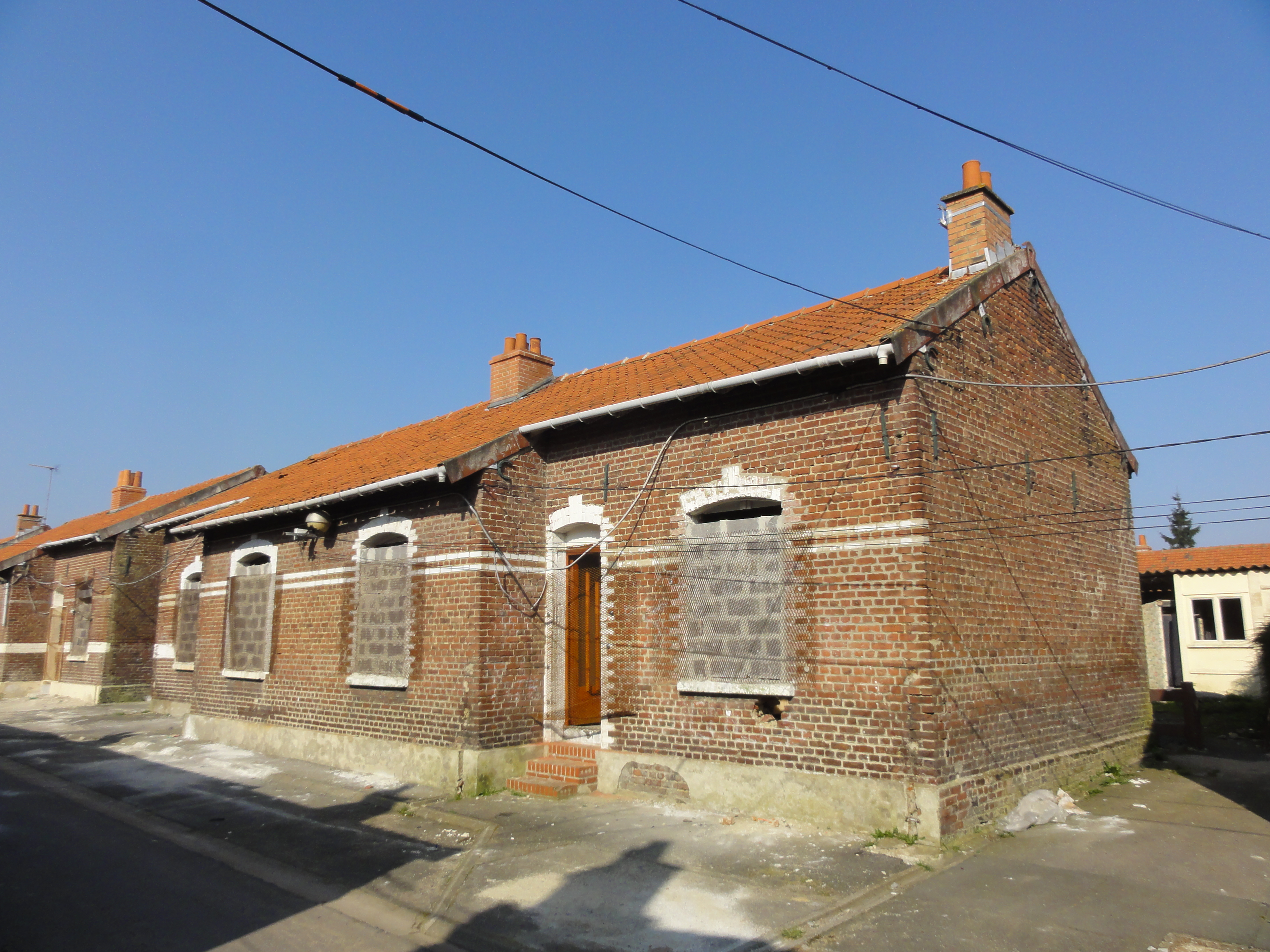
Des habitations de plain-pied groupées par deux.
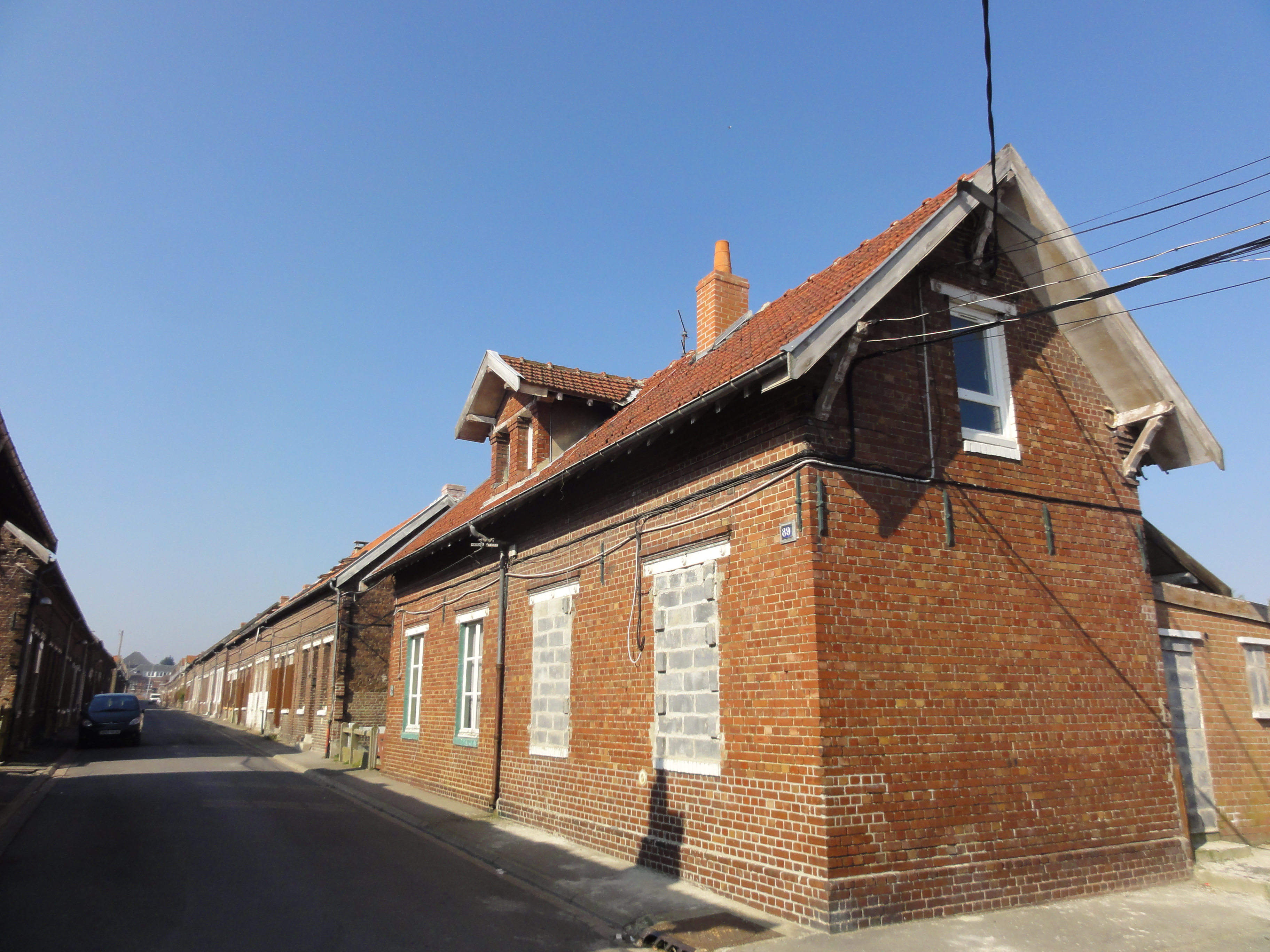
Des habitations en attente de démolition.

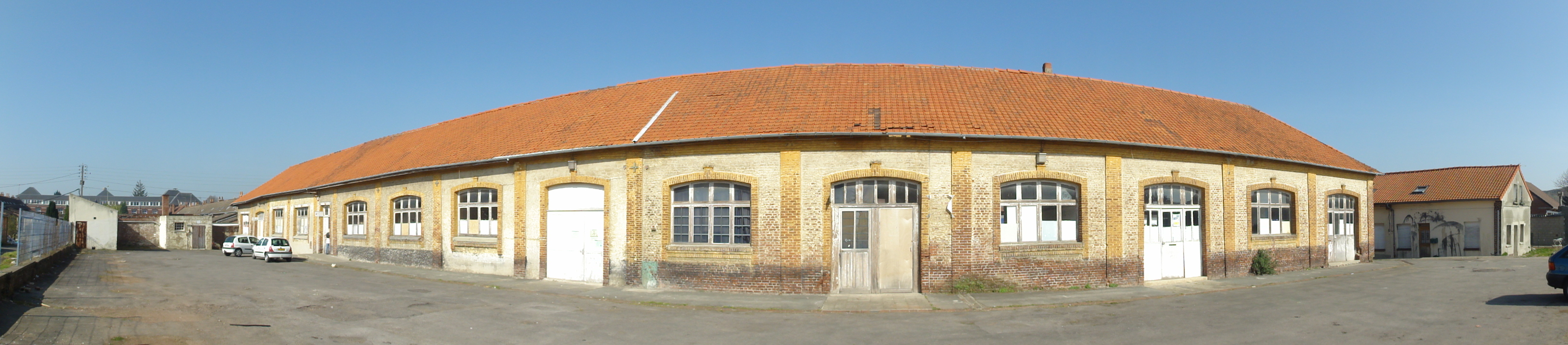
Panorama des écoles.

### Les écoles
50° 30′ 29″ N, 2° 28′ 42″ E
Des écoles ont été bâties dans les cités de la fosse no 3 - 3 bis - 3 ter.